# Bollinger
Bollinger is een champagnehuis in de Franse plaats Aÿ. Lily Bollinger was in de twintigste eeuw een van de champagneweduwen die de leiding van het bedrijf opnam. Het merk wordt ook gelinkt aan de James Bond-films (sluikreclame).

## Geschiedenis
Het champagnehuis werd opgericht in 1829 in het stadje Aÿ. De oprichters, Hennequin de Villermont, Paul Renaudin en Jacques Bollinger, legden de basis voor een champagnemerk dat al snel naam maakte met uitstekende kwaliteit en traditioneel vakmanschap. Jacques Bollinger, een jonge en dynamische ondernemer, leidde het huis door de beginjaren en vestigde Bollinger als een van de toonaangevende champagnehuizen in de regio.
Vanaf het begin stond de naam Bollinger gelijk aan kwaliteit. Terwijl andere fabrikanten compromissen sloten in tijden van crisis en economische uitdagingen, hield Bollinger vast aan zijn strenge productierichtlijnen. Een beslissend moment in de geschiedenis van het huis is de overname in 1941 door Madame Lily Bollinger. Na de dood van haar man Jacques nam zij de leiding van het huis over en leidde het door de moeilijke oorlogsjaren en de naoorlogse periode. Onder haar leiding verstevigde Bollinger zijn reputatie verder als producent van champagne van topkwaliteit.
Bollinger verkoopt per jaar ongeveer 2 miljoen flessen champagne. Vergeleken met de 25 miljoen flessen van marktleider Moët & Chandon is het daarmee een kleine fabrikant.

## Champagnes

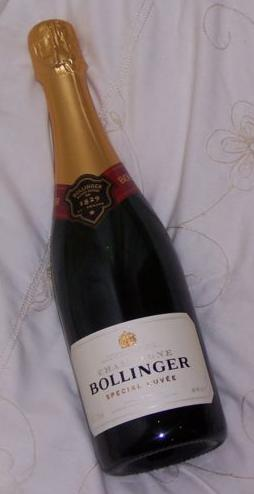
Fles Bollinger

- De Bollinger Special Cuvée wordt voornamelijk uit pinot noir geassembleerd. 80% van de druiven komt uit een grand cru-gemeente of een premier cru-gemeente. Een deel van de wijn wordt op eiken vaten gelagerd en de flessen rijpen ten minste drie jaar in de kelders voordat zij worden verscheept. De Special Cuvée wordt beschreven als een complexe cuvée met lange afdronk.
- De Bollinger Grande Année is een cuvée van 65% pinot noir en 35% chardonnay die uitsluitend uit druiven van één bepaald jaar is samengesteld. Deze wijn laat men in eiken vaten gisten en hij wordt ten minste vijf jaar in de kelders bewaard.
- De Bollinger Grande Année Récemment Dégorgé, kort "le R.D." genoemd, is een Bollinger Grande Année die tussen de 8 en 25 jaar in de kelders heeft mogen rijpen. Het is een "dégorgement tardif" waarbij niet het oogstjaar maar het jaar waarop de fles werd gesloten op het etiket wordt vermeld.
- De Bollinger Vieilles Vignes Françaises is een bijzondere champagne, gemaakt van de druiven van oude wijnstokken die resistent bleken te zijn tegen de phylloxera. De stokken staan op twee kleine percelen, de Clos Saint-Jacques en Chaudes Terres. De druiven stammen uit één enkel jaar en men gebruikt alleen de pinot noir. Technisch is hier sprake van een "Blanc de noirs" een witte wijn van uitsluitend blauwe druiven. De Vieilles Vignes Françaises is een champagne die de smaak van de champagnes uit de 19e en 18e eeuw benadert.

## Varia
Bollinger is het favoriete merk champagne van James Bond in zijn laatste tien films. Ook de hoofdpersonen uit Absolutely Fabulous kunnen niet van de "Bolly" afblijven.